# Правительство Косор
Правительство Ядранки Косор (хорв. Jedanaesta Vlada Republike Hrvatske) — одиннадцатое по счёту правительство Хорватии с момента начала в 1990 году процесса демократизации в стране.
Сформировано 6 июля 2009 года в ходе работы хорватского парламента шестого созыва. Причиной создания стала отставка предыдущего премьер-министра Иво Санадера и закономерный в таком случае роспуск возглавляемого им правительства. В состав вновь сформированного правительства вошли партии, действовавшие совместно в рамках тогдашней коалиции, образованной после выборов 2007 года: Хорватский демократическое содружество (ХДС), Хорватская крестьянская партия (ХКП), Независимая демократическая сербская партия (НДСП) и Хорватская социал-либеральная партия (ХСЛП). Правительство также подписало коалиционное соглашение с депутатами сабора от нацменьшинств и Хорватской партией пенсионеров. ХСЛП спустя год вышла из коалиции.
Правительство работало до 23 декабря 2011 года, когда по результатам парламентских выборов было сформировано левоцентристское правительство премьер-министра Зорана Милановича.

## Состав правительства
| Должность               | Сфера полномочий                                                                    | Имя и фамилия          | Партия      |
| ----------------------- | ----------------------------------------------------------------------------------- | ---------------------- | ----------- |
| Премьер-министр         |                                                                                     | Ядранка Косор          | ХДС         |
| Вице-премьер            |                                                                                     | Дарко Милинович        | ХДС         |
| Вице-премьер            | Экономика                                                                           | Петар Чобанкович       | ХДС         |
| Вице-премьер            | Сельское хозяйство, рыболовство и сельское развитие                                 | Божидар Панкретич      | ХКП         |
| Вице-премьер            |                                                                                     | Гордан Яндрокович      | ХДС         |
| Вице-премьер            | Инвестиции                                                                          | Домагой Иван Милошевич | ХДС         |
| Вице-премьер            | Региональное развитие, восстановление и возвращение                                 | Слободан Узелац        | НДСП        |
| Министр                 | Министерство иностранных дел и европейской интеграции                               | Гордан Яндрокович      | ХДС         |
| Министр                 | Министерство финансов Хорватии                                                      | Мартина Далич          | ХДС         |
| Министр                 | Министерство обороны                                                                | Давор Божинович        | Независимый |
| Министр                 | Министерство внутренних дел                                                         | Томислав Карамарко     | Независимый |
| Министр                 | Министерство экономики, труда и предпринимательства                                 | Джуро Попияч           | ХДС         |
| Министр                 | Министерство моря, транспорта и инфраструктуры                                      | Божидар Калмета        | ХДС         |
| Министр                 | Министерство регионального развития, лесоводства и водопользования                  | Божидар Панкретич      | ХДС         |
| Министр                 | Министерство охраны окружающей среды, территориального планирования и строительства | Бранко Бачич           | ХДС         |
| Министр                 | Министерство культуры                                                               | Ясен Месич             | ХДС         |
| Министр                 | Министерство юстиции Хорватии                                                       | Дражен Бошнякович      | ХДС         |
| Министр                 | Министерство науки, образования и спорта                                            | Радован Фукс           | ХДС         |
| Министр                 | Министерство по делам семьи, ветеранов и солидарности поколений                     | Томислав Ивич          | ХДС         |
| Министр                 | Министерство управления                                                             | Даворин Млакар         | ХДС         |
| Министр                 | Министерство здравоохранения и социальной защиты                                    | Дарко Милинович        | ХДС         |
| Министр                 | Министерство сельского хозяйства, рыболовства и сельского развития                  | Петар Чобанкович       | ХКП         |
| Министр                 | Министерство туризма                                                                | Дамир Байс             | ХКП         |
| Секретарь правительства |                                                                                     | Ягода Премузич         |             |